# An Định, Đài Nam

Vị trí tại Đài Nam

An Định (tiếng Trung: 安定區; bính âm: Āndìng Qū; Bạch thoại tự: An-tēng khu) là một khu (quận) nông thôn của thành phố Đài Nam, Trung Hoa Dân Quốc (Đài Loan). Địa hình An Định là đồng bằng, không có đồi núi hay hồ nước. Quận có diện tích 31,2700 km², dân số vào tháng 8 năm 2011 đạt 30.241 người thuộc 9.419 hộ gia đình, mật độ cư trú đạt 967,1 người/km².